# Альер, Магда
Магда Альер (исп. Maria Magdalina Haller Gonzalez, Magda Haller; 26 июня 1915, Эль Пасо, Техас, США — 8 января 1981, Мехико, Мексика) — мексиканская актриса.

## Биография
Родилась 26 июня 1915 года в Эль-Пасо в семье предпринимателя Уильяма Альера и актрисы Кончиты Хентил Аркос. В семье кроме неё было также трое детей — Гильермо, Консуэло и Глория. В кино дебютировала в 1931 году, и снималась с переменным успехом то в Мексике, то в США, всего за свою жизнь снялась в 25 работах в кино и телесериалах. В начале 1930-х годов создала свой собственный театр и ездила на гастроли в Гавану, затем на некоторое время жила там, позже вернулась в Мексику. Единственным крупным успехом актрисы стала роль Росарио в культовом телесериале «Богатые тоже плачут», это была одна из лучших её работ, но к сожалению последняя в её карьере и жизни.
Скончалась 8 января 1981 года в Мехико.

## Личная жизнь
Магда Альер вышла замуж за кубинского актёра Отто Сирго-старшего и переехала в Гавану и подарила ему единственного сына — будущего известного мексиканского актёра Отто Сирго-младшего, однако личная жизнь была не долгой, супруги развелись и мать с сыном возвратились в Мексику.

## Фильмография

### Телесериалы студииTelevisa
- 1966 — Идол,
- 1968 — Мариана — Росарио,
- 1969 — Ростовщик,
- 1970 — Кошка[исп.] — Эухения,
- 1971 — У любви — женское лицо — Амелия Ланда,
- 1974 — Отверженные — Ama de llaves,
- 1977 — Месть[англ.] — Донья Клементина,
- 1979 — Богатые тоже плачут — Росарио.

### Фильмы

#### Немые фильмы
- 1931 — Бездна,
- 1934 — Два монаха[исп.] — Ана,
- 1935 — После смерти — Мария Алонсо.

#### Фильмы «Золотого века мексиканского кинематографа»
- 1937 — Вечер славы,
- 1938 — Поцелуй смертного,
- 1939 — Вероломство — Долорес,
- 1940 — Неверность,
- 1940 — Ненависть.